# آواز حلقی
آواز حلقی یا آوازخوانی با حلق (به انگلیسی: Throat singing) به چندین شیوهٔ آوازی اشاره دارد که در فرهنگ‌های مختلف در سراسر جهان یافت می‌شود. این شیوه‌های آوازی عموماً با نوع خاصی از صدای حلقی مرتبط‌اند که با رایج‌ترین انواع صداهای به‌کاررفته در آوازخوانی که معمولاً با گستره‌های صدای سینه (مودال) و سر (لایت یا فالستو) نمایانده می‌شوند، در تضاد هستند. آواز حلقی اغلب به عنوان برانگیختن حس بیش از یک صدا در یک زمان توصیف می‌شود، به این معنی که شنونده دو یا چند نت موسیقی متمایز را درک می‌کند در حالی که خواننده در حال تولید یک صدای واحد است.
آواز حلقی شامل طیف وسیعی از تکنیک‌های آواز است که در اصل به فرهنگ‌های خاصی تعلق دارند و ممکن است ویژگی‌های صوتی مشترکی داشته باشند، که این امر باعث می‌شود مورد توجه فرهنگ‌های دیگر و استفاده‌کنندگان از سبک‌های خوانندگی جریان اصلی قرار بگیرند.